# Javier Orobio
Javier Orobio (Bucaramanga, Colombia, 3 de julio de 1996) es un futbolista colombiano. Juega de portero y actualmente milita en el Platense Fútbol Club de la Liga Nacional de Honduras.

## Clubes
| Club                 | País      | Año         |
| -------------------- | --------- | ----------- |
| Atlético Bucaramanga | Colombia  | 2016 - 2018 |
| Portuguesa           | Venezuela | 2018        |
| Atlético Bucaramanga | Colombia  | 2019 - 2020 |
| Patriotas Boyacá     | Colombia  | 2020 - 2021 |
| Meluca Fútbol Club   | Honduras  | 2022 - 2025 |
| Platense Fútbol Club | Honduras  | 2025 -      |